# Anania leucocraspia
Anania leucocraspia is een vlinder uit de familie van de grasmotten (Crambidae), uit de onderfamilie van de Pyraustinae. De wetenschappelijke naam van deze soort is voor het eerst voorgesteld als Pionea leucocraspia door George Francis Hampson in een publicatie uit 1899.
De soort komt voor in Brazilië (São Paulo).